# Sagrado Corazón
Sagrado Corazón är en ort i Mexiko.   Den ligger i kommunen Venustiano Carranza och delstaten Chiapas, i den sydöstra delen av landet, 800 km öster om huvudstaden Mexico City. Sagrado Corazón ligger 610 meter över havet och antalet invånare är 111.
Terrängen runt Sagrado Corazón är kuperad österut, men västerut är den platt. Terrängen runt Sagrado Corazón sluttar västerut. Runt Sagrado Corazón är det ganska glesbefolkat, med 50 invånare per kvadratkilometer. Närmaste större samhälle är Venustiano Carranza, 17,6 km sydost om Sagrado Corazón. Omgivningarna runt Sagrado Corazón är en mosaik av jordbruksmark och naturlig växtlighet.